# Обезьяны (фильм)
«Обезьяны» (исп. Monos) — кинофильм колумбийского режиссёра Алехандро Ландеса, вышедший на экраны в 2019 году. Лента выдвигалась от Колумбии на премию «Оскар» за лучший фильм на иностранном языке, однако не была номинирована.

## Сюжет
Где-то в колумбийском высокогорье группа подростков, состоящих в некой военизированной организации, охраняет заложника — американскую Докторшу. Периодически, чтобы проинспектировать и подтянуть физическую форму, их навещает представитель командования по кличке Гонец. В одно из посещений он доставляет корову, которая должна обеспечивать их молоком и за которую они несут ответственность. Однако в результате беспорядочной стрельбы, открытой подвыпившими подростками по случаю «свадьбы» двух членов группы, корова погибает. Командир отряда Волк, чувствуя за собой ответственность, совершает самоубийство. Вскоре в эту область приходят боевые действия, и Докторшу с охраной отправляют в другое место — на этот раз в джунгли...

## В ролях
- София Буэнавентура — Рэмбо
- Хулиан Хиральдо — Волк
- Карен Кинтеро — Леди
- Лаура Кастрильон — Шведка
- Дейби Руэда — Смурф
- Пол Кубидес — Пёс
- Снайдер Кастро — Бум-Бум
- Мойзес Ариас — Бигфут
- Джулианна Николсон — Докторша
- Вилсон Саласар — Гонец
- Хорхе Роман — золотоискатель
- Валерия Соломонофф — журналистка

## Награды и номинации
- 2019 — приз за лучший фильм на Лондонском кинофестивале.
- 2019 — специальный приз жюри в драматической категории на кинофестивале «Санденс».
- 2019 — номинация на премию «Тедди» на Берлинском кинофестивале.
- 2019 — приз Жоржа Делерю за лучшую музыку на Гентском кинофестивале.
- 2019 — приз «Себастьян» на кинофестивале в Сан-Себастьяне.
- 2019 — приз за лучшую режиссуру на Одесском кинофестивале.
- 2019 — участие в конкурсной программе Стокгольмского, Сиднейского, Салоникского и Гаванского кинофестиваля.
- 2020 — номинация на премию «Гойя» за лучший латиноамериканский фильм.
- 2020 — номинация на премию «Ариэль» за лучший латиноамериканский фильм.
- 2020 — две номинации на премию Лондонского кружка кинокритиков за лучший фильм на иностранном языке и за лучшее техническое достижение года (Яспер Вольф).